# THE 免許取得シミュレーション
『THE 免許取得シミュレーション』（ザ めんきょしゅとくシミュレーション）は、ディースリー・パブリッシャーより発売されているSIMPLEシリーズの3D運転免許取得ゲーム。開発はヴァンテアンシステムズ。

## 概要
実際の運転免許を取得する様子を体験するためにナツメ出版企画や全通企画の監修を受けてsimple2000シリーズ Vol.25として発売された。取得できる免許は「普通免許」、「普通二輪免許」、「限定普通二輪免許」、「原付免許」の4種類。「原付免許」は試験場でのみ取得可能。
また、2005年10月6日にはsimple2000シリーズ Vol.86として同年6月に施行された改正道路交通法に基づいた『THE 免許取得シミュレーション 〜改正道路交通法対応版〜』が発売された。取得できる免許に変更はなし。

## モード
試験場
一発試験が体験できる。普通免許や二輪免許に加え原付免許が取得できる。
教習所
自動車教習所での実技や学科が体験できる。技能教習には時間制限があり、時間をオーバーしたり、教習所内で衝突したりすると減点され教習中止となり検定印がもらえなくなる。そのため、2段階や技能検定に進むことができなくなる。